# Бург Фондерн
Бург Фондерн (нем. Burg Vondern) — замок в районе Остерфельд немецкого города Оберхаузена (федеральная земля Северный Рейн-Вестфалия). Был ленным владением герцогов Клеве.

## История

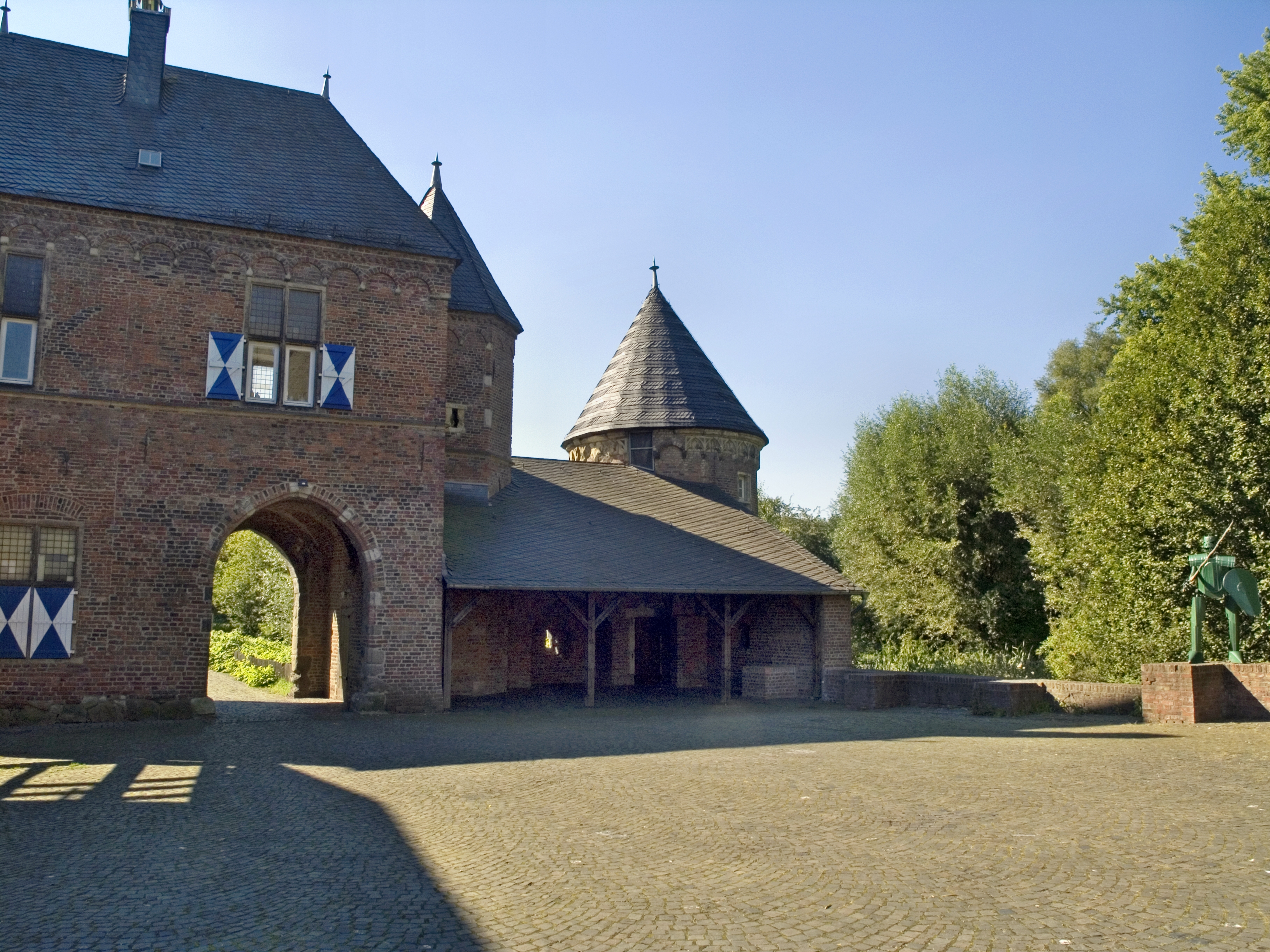
Внутренний двор замка

Точная дата основания замка Бург Фондерн неизвестна. Первое письменное упоминание о владении феодом господами фон Фондерн — министериаламии герцогства Клеве — датировано 1162 годом. Первое же упоминание о существующем замке датировано лишь 1277 годом. В это время замок принадлежит Герхарду фон Фондерн. Когда у его потомка Дитриха фон Фондерн, который владел замком с 1364 года не оказалось наследников мужского пола, он разделил замок между двумя дочерьми — Фредуне и Бейт. Об этом говорится в старейшем из сохранившихся документов. 

В XV веке замок принадлежит семейству фон Лой. Последний представитель этого рода — Вессель фон Лой IV — был женат на Гертруде фон Виллих, поэтому после его смерти замок переходит во владение семейства фон Виллих. Последним из фон Виллихов замком с 1572 года владел Иоганн фон Виллих, а после его смерти наследником стал его зять Иоганн фон Бремт, который в 1627 году получил титул барона фон Фондерн. Таким образом владение Фондерн становится баронством. 

В XVIII веке замок находится в подчинении графства Берг. При Иоганне Франце Йозефе фон Нессельроде, тогдашнем владельце Бург Фондерн, владение становится графством. Однако, в это время замок уже не использовался для жизни. В 1799 году замок унаследовало семейство Дросте цу Вишеринг, которое и продало его после второй мировой войны в муниципальную собственность города Оберхаузен. С 1947 года в замке располагалась канцелярия бургомистра Остерфельда, затем здание сдавалось в аренду для сельскохозяйственного использования, а в 1982 году перешло в собственность специально созданного общества содействия развитию замка Бург Фондерн.

## Все владельцы замка Бург Фондерн
Ниже приведены все известные владельцы замка.
| 1266 | Герхард фон Фондерн                                |
| 1301 | Альберт фон Фондерн                                |
| 1356 | Иоганн фон Фондерн                                 |
| 1364 | Дитрих фон Фондерн                                 |
| 1381 | Фредуне и Бейт фон Фондерн                         |
| 1404 | Вессель фон Лой I                                  |
| 1449 | Иоганн фон Лой                                     |
| 1478 | Вессель фон Лой II                                 |
| 1511 | Вессель фон Лой III                                |
| 1547 | Вессель фон Лой IV                                 |
| 1572 | Иоганн фон Виллих                                  |
| 1613 | Иоганн Фридрих фон Бремт                           |
| 1638 | Вильгельм фон Бремт                                |
| 1673 | Вильгельм фон Нессельроде                          |

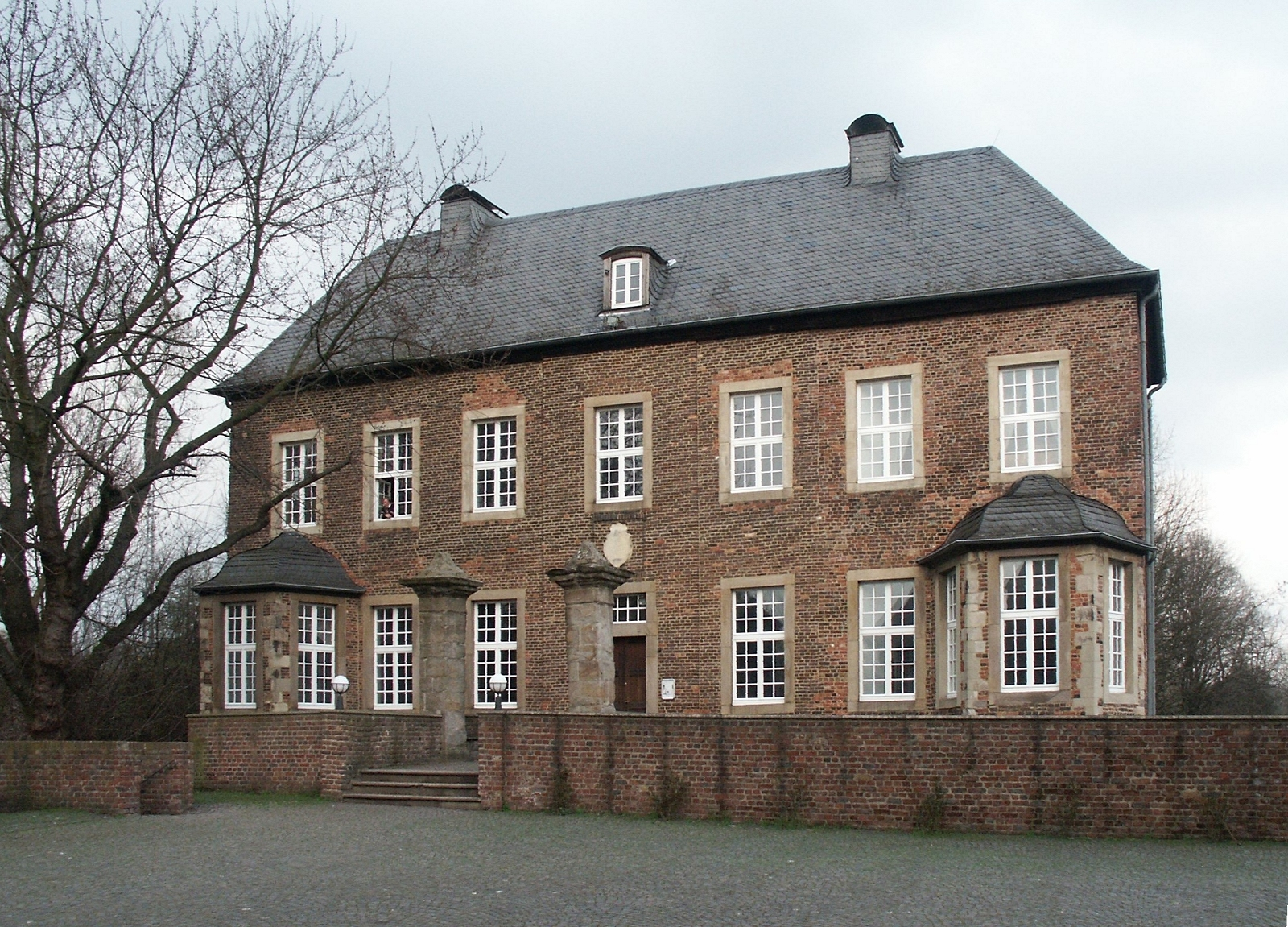
Главное здание замка

| 1710 | Герман Франц Нессельроде-Ландскрон                 |
| 1752 | Иоганн Вильгельм Максимилиан Нессельроде-Ландскрон |
| 1799 | Франц Йозефа Нессельроде-Ландскрон                 |

## Архитектура
На сегодняшний день рвов вокруг замка не сохранилось, только отдельные следы рвов позволяют сделать вывод о том, что раньше Бург Фондерн был классическим вассершлосом, расположенном на острове, окруженным заполненной водой рвами. 
 Хорошо сохранившийся западный фасад замка построен, вероятно, в эпоху поздней готики во время владения замком Весселем фон Лой III (ориентировочно около 1520 года). В северном и южном концах этой стены находятся две башни, которые носят названия «Башня-уборная» («Abortturm») и «Судебная башня» («Gerichtsturm») соответственно. С южной стороны сохранились остатки окружной стены с валгангом. 
Барочное главное здание было построено в XVII веке. В ходе последних реставрационных работ были обнаружены остатки деревянного подъемного моста, разобранного, вероятно в XVIII веке. Под главным зданием обнаружен средневековый подвал с кухней и камином.

## Бург Фондерн сегодня
В 1987 году замок Бург Фондерн был взят под охрану немецким обществом охраны памятников. 
 В главном здании проходят выставки и концерты, а также церемонии бракосочетания. Также в замке есть маленький музей, в котором демонстрируются находки археологических раскопок в районе замка. Ежегодно в августе в замке проводятся театрализованные рыцарские турниры.

## Бург Фондерн в искусстве
В 1925 году в Остерфельде была издана серия суррогатных денежных знаков «Сказание о замке Фондерн».